# Jean-Antoine Petipa
Jean-Antoine Petipa (Parigi, 16 febbraio 1787 – San Pietroburgo, 28 luglio 1855) è stato un ballerino, coreografo e maestro di balletto francese, padre di Marius e Lucien Petipa.

## Biografia
Figlio di Jean-François Petipa e Marie-Anne Pussenot, esordì sulle scene nel 1795 quando, all'età di otto anni, danzò nel balletto Psyché a Parigi. Nel 1807 si unì alla compagnia di Filippo Taglioni in tournée per l'Europa in seguito alla chiusura dei teatri parigini per un decreto imperiale. La compagnia si stabilì a Cassel dal 1810 al 1812, ma fu costretta a lasciare la città dopo l'invasione francese della Prussia. 
Dopo un periodo a Vienna e Napoli, nella stagione 1813/14 Petipa fu il maestro di balletto a Lione e diresse il balletto del Théâtre-Français di Amburgo. Dopo una serie di spettacoli a Bruxelles, Petipa tornò a Parigi nel 1814 per la riapertura del Théâtre de la Porte Saint-Martin, di cui fu primo ballerino e per cui compose anche coreografie originali, come Les Six Ingénus e Le Berger de la Sierra Morena nel 1815.
Nel 1815 si trasferì a Marsiglia, dove fu maestro di balletto ed ebbe dalla ballerina Victorine Morel-Grasseau i figli Lucien, nato nello stesso anno, e Marius, nato nel 1818. L'anno successivo la famiglia di trasferì a Bruxelles, dove Petipa diresse il Théâtre de la Monnaie fino al 1831. Dopo altre esperienze lavorative a Lione, Marsiglia e Bordeaux, la famiglia partì per gli Stati Uniti nel 1839 e, dopo una tournée di grande successo, i Petipa tornarono a Bruxelles, dove Jean-Antoine tornò a dirigere il Teatro de la Monnaie dal 1841 al 1843. Nel 1847 si trasferì a San Pietroburgo con il figlio Marius, con cui l'anno seguente coreografò il balletto Satanilla. A San Pietroburgo, Petipa iniziò ad insegnare danza alla Scuola Imperiale, dove, tra i suoi allievi, annoverò anche Lev Ivanovič Ivanov e Pavel Gerdt.

## Balletti
- Les Six ingénus (Bruxelles, 15 settembre 1814)
- Le Berger de la Sierra Morena, ou les Ruses d'amour (Parigi, 16 febbraio 1815)
- La Naissance de Vénus et de l'Amour (Marsiglia, 1817)
- La Kermesse (Bruxelles, 1º settembre 1817)
- Clari, d'après Louis Milon (Bruxelles, 23 dicembre 1821)
- Monsieur Deschalumeaux (Bruxelles, 24 febbraio 1822)
- Psyché et l'Amour (Bruxelles, 19 gennaio 1823)
- Les Amours de Vénus ou le Siège de Cythère(Bruxelles, 23 febbraio 1824)
- Jenny ou le Mariage secret (Bruxelles, 23 gennaio 1825)
- Frisac ou la Double noce (Bruxelles, 13 febbraio 1825)
- Le Cinq juillet, ou l'Heureuse journée (Bruxelles, 9 luglio 1825)
- Monsieur de Pourceaugnac (Bruxelles, 5 febbraio 1826)
- Jocko ou le Singe du Brésil (Bruxelles, 14 dicembre 1826)
- Gulliver (Bruxelles, 27 febbraio 1827)
- Les Petites Danaïdes, ou Quatre-vingt-dix-neuf victimes (Bruxelles, 18 febbraio 1828})
- Les Enchantements de Polichinelle, ou le Talisman (Bruxelles, 8 marzo 1829)
- La Tarentule, d'après Jean Coralli (Bruxelles, 17 settembre 1841)
- Farfarella, o La hija del infierno (Madrid, 3 marzo 1847)
- Alba Flor, la pesarosa (Madrid, 4 marzo 1847)
- Satanilla, ou l'Amour et l'enfer (San Pietroburgo, 1848)